# NUDT6
NUDT6‏ (Nudix hydrolase 6) هوَ بروتين يُشَفر بواسطة جين NUDT6 في الإنسان.